# Gładysze
Gładysze [ɡwaˈdɨʂɛ] (tiếng Đức: Schlodien)  là một ngôi làng ở quận hành chính của Gmina Wilczęta, nằm trong Braniewski, Warmińsko-Mazurskie, ở miền bắc Ba Lan. Nó cách Wilczęta khoảng 3 kilômét (2 mi) về phía đông nam, cách Braniewo 27 km (17 mi) về phía nam và cách thủ phủ khu vực Olsztyn 56 km (35 mi) về phía tây bắc..
Trước năm 1945, khu vực này là một phần của Đức (Đông Phổ).
Ngôi làng có dân số là 314 cư dân.

## Lịch sử

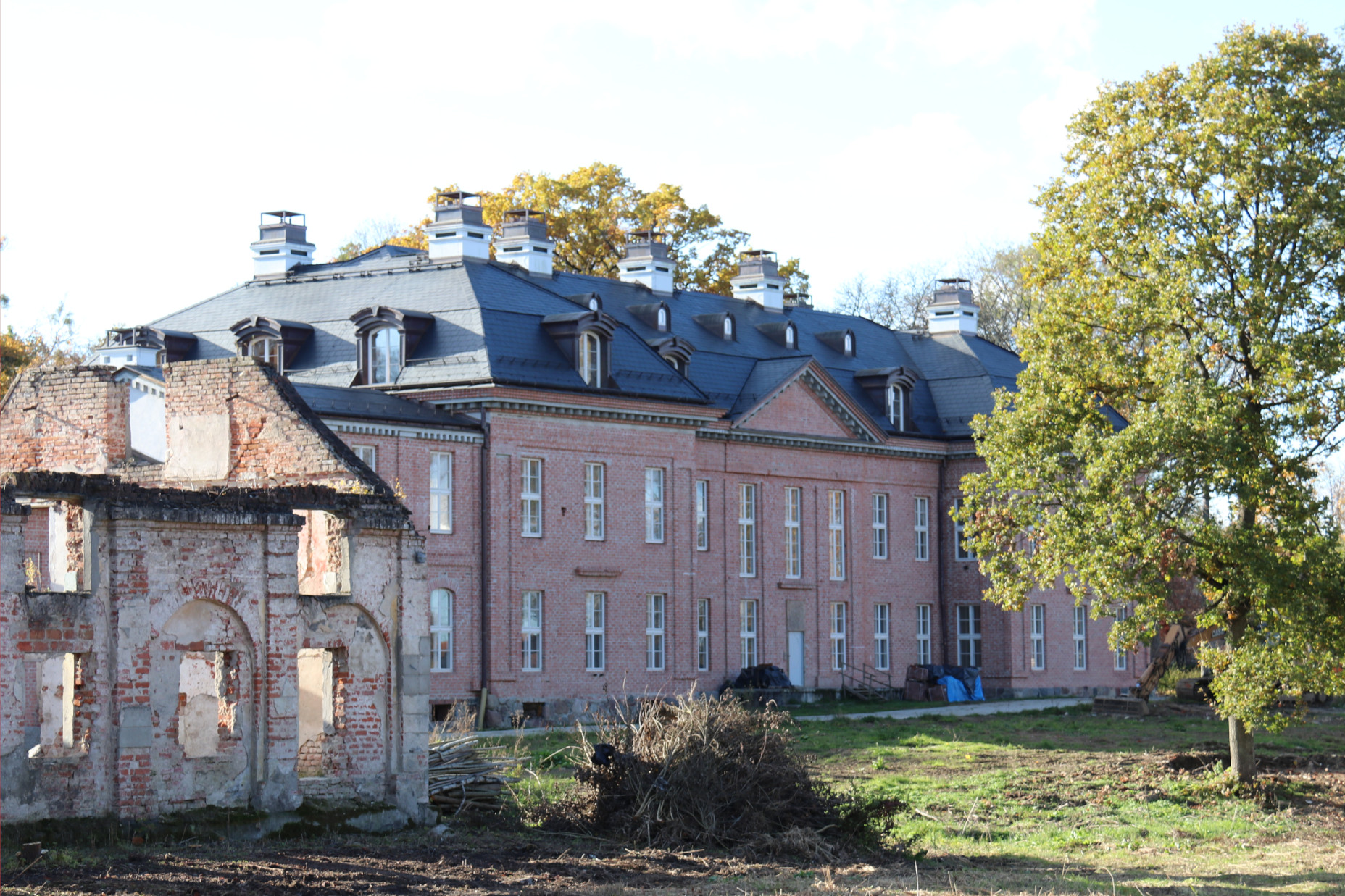
Cung điện Schlodien sau phục dựng, 2024

Ngôi làng lần đầu tiên được đề cập với tên gọi là Schklodien hoặc Sklodien, tên của nguồn gốc Phổ cũ, có lẽ đề cập đến chủ sở hữu ban đầu "Sklode", là một tên Phổ cũ. Ngôi làng là tài sản của gia đình von Werner cho đến năm 1643, khi khu vực này được mua bởi một thành viên của gia đình Dohna và vẫn thuộc sở hữu của gia đình này cho đến năm 1945. Christoph I. zu Dohna-Schlodien thừa kế ngôi làng vào năm 1688 và quyết định xây dựng một cung điện đại diện. Ông đã thuê Jean de Bodt với việc xây dựng, được xây dựng vào năm 1701 -1704.
Năm 1802 Carl Ludwig zu Dohna-Schlodien đã tự nguyện giải phóng nông dân địa phương ra khỏi chế độ tự phụ truyền thống. Vào năm 1809, các vị vua nước Phổ sau này là Frederick William IV của nước Phổ và Wilhelm đã ghé thăm Schlodien cũng như Max von Schenkendorf vào năm 1813/14.
Vào cuối Thế chiến II, Cung điện đã bị Hồng quân cướp bóc trong suốt cuộc tấn công Đông Phổ vào đầu năm 1945. Khu vực này trở thành một phần của Ba Lan và Cung điện được sử dụng làm kho chứa ngũ cốc và sau đó không được sử dụng. Năm 1986, Cung điện đã bị thiêu rụi, ngày nay chỉ còn lại tàn tích.

## Cư dân đáng chú ý
- Christoph I. zu Dohna-Schlodien (1665-1733), tướng và nhà ngoại giao người Phổ
- Christoph II von Dohna (1702-1762), tướng Phổ